# Francesco Cristofoli
Francesco Cristofoli (7. marts 1932 på Frederiksberg – 21. februar 2004) var en dansk dirigent, der særlig blev kendt for sine skelsættende opførelser af Wagners Ringen i Århus 1984-87. Han var uddannet mag.art. ved Musikvidenskabeligt Institut i København og var 1956-64 repetitør og assisterende kapelmester ved Det Kgl. Teater. Han studerede direktion hos bl.a. Sergiu Celibidache og vandt dirigentkonkurrence ved Santa Cecilia Akademiet i Rom. Han havde debut med Radiosymfoniorkestret i 1966 og var i de følgende år tilknyttet Den Jyske Opera som dirigent (1972-78) og siden som operachef (1981-96). 
Som organisator og inspirator var han en ildsjæl og hans glødende interesse for Verdi førte til en biografi, der udkom på Gyldendal i 2000.
Der findes kun få fonogrammer med ham som dirigent, heriblandt Den gode fregat Pinafore fra Det kgl. Teater 1960 med Jørgen Reenberg i hovedrollen (Classico – CLASSCD5003). Karl Aage Rasmussens opera Jonas, indspillet 1984 med DR-ensemble og Poul Elming. (LP PAULA 33). 
På VHS Richard Wagners Nibelungens Ring. Optagelse fra Musikhuset Aarhus i august 1995, iscenesættelse Klaus Hoffmeyer, producent og producer Thomas Grimm. 7 kassetter (VHS), forlag Den Jyske Opera.
Han modtog Ingenio et arti 1995 og var Ridder af 1. grad af Dannebrogordenen.